# Коронавірусна хвороба 2019 в Естонії
Коронавірусна хвороба 2019 в Естонії — розпосвюдження епідемії територією Естонії.

## Перебіг подій

### 2020
27 лютого в Естонії підтверджено перший випадок COVID-19, громадянин Ірану прибув автобусом з Риги, до Таллінну і викликав швидку допомогу. 34-річний чоловік виявився хворим.
3 березня — другий випадок, пацієнт прибув 29 лютого з Бергамо, двоє інших пасажирів того ж рейсу, 5 березня також виявились хворими.
6 березня ще 5 пасажирів того є літака виявились хворими.
12 березня — 10 нових випадків, загальна кількість підтверджених випадків сягнула 27.
13 березня кількість заражених досягла 41 зранку, до вечора складала 79, перші випадки у Вирумаа, Пярну та графстві Іда-Вірумаа.
14 березня кількість заражених становила 115.
16 березня кількість інфікованих склала 205, всього зроблено 1387 проб.
17 березня кількість заражених становила 225, всього зроблено 1625 проб.
18 березня кількість інфікованих становила 258, всього зроблено 2020 проб.
19 березня кількість інфікованих становила 267, всього зроблено 2259 проб.
20 березня кількість інфікованих склала 283, всього зроблено 2504 проби.
21 березня кількість інфікованих становила 306, всього зроблено 2812 проб.
22 березня кількість інфікованих склала 326, всього зроблено 2229 проб.
23 березня кількість інфікованих склала 352, всього зроблено 3724 проби.
25 березня в Естонії зафіксували першу смерть від коронавірусу, померла 83-річна жінка, що мала хронічні проблеми з серцево-судинною системою.
24 квітня Естонія продовжила карантин щонайменше до 17 травня.
30 червня Естонія продовжила заборону на авіасполучення з Україною щонайменше до 14 липня. Окрім України, прямі рейси з Естонії заборонено до Швеції, Португалії, Білорусі та РФ.
9 липня Естонія заборонила польоти з України щонайменше до 28 липня. Естонія дозволила кілька разових рейсів для в'їзду сезонних працівників, зокрема, з України. 21 липня у трьох українських працівників було виявлено COVID-19. Всіх пасажирів літака відправили на двотижневий карантин.
27 липня країна продовжила заборону міжнародного авіасполучення щонайменше до 31 серпня. Було заборонено прямі рейси з Люксембургу, Румунії, Болгарії, Швеції, Португалії, Іспанії, Хорватії та Росії.
З 26 вересня в країні в рамках карантину запроваджено заборону на продаж алкоголю з опівночі до 10 ранку. Заборона стосується всіх закладів, де алкоголь продається для вживання на місці (кафе, бари тощо).
4 грудня президент Естонії Керсті Кальюлайд пішла на самоізоляцію після контакту з хворим на COVID-19. 5 грудня в країні було посилено карантин: магазинам було дозволено заповнюватися наполовину, а заклади громадського харчування без сидячих місць зобов'язали закриватися до 22:00. 5 грудня карантин було посилено, магазини було дозволено заповнювати наполовину, заклади громадського харчування без сидячих місць зобов'язали закриватися до 22:00.
15 грудня Естонія схвалила план вакцинації населення від коронавірусу, країна готується до надання дозволу на використання у ЄС перших вакцин від COVID-19.
З 28 грудня до 17 січня 2021 року в Таллінні та в повіті Гар'юмаа запроваджено жорсткий карантин.
30 грудня в країні почалася кампанія глобальної вакцинації від COVID-19 вакциною виробництва Pfizer/Biontech.

### 2021
З квітня в Естонії планувалося ввести паспорти вакцинації. 17 червня уряд Естонії ухвалив рішення пожертвувати Україні 200 тисяч доз вакцин. 29 червня в країні було скасовано надзвичайний стан.
З 26 серпня в Естонії було знову введено масковий режим у громадських місцях. 7 вересня глава департаменту здоров'я країни подав у відставку через щонайменше 100 тис. зіпсованих вакцин.
У грудні Латвія та Естонія ухвалили рішення робити бустерну дозу щеплення через 3 місяці після першого циклу, це пояснювалося швидким розповсюдженням штаму Омікрон.